# Tagimasadas
Tagimasadas (en grec antic: Θαγιμασάδας) era un déu dels escites que Heròdot identifica amb el déu grec Posidó.
Heròdot també diu que els escites reials (βασιληίον ΣκυΘέον) adoraven especialment aquesta divinitat. No hi ha gaires fonts que parlin d'aquest déu i no se sap ben bé quina era la seva funció al panteó escita. És impossible determinar fins i tot si Tagimasadas era un dels déus o una encarnació d'un altre déu escita. S'ha interpretat, per l'assimilació que en fa Heròdot, i donada la proximitat dels escites a la mar Negra, que podria ser una divinitat aquàtica, però per la relació de Posidó amb els cavalls, es creu que podia representar la doma i la utilització del cavall en la cultura escita. Els escites reials eren genets molt experimentats.